# Sandra Hernández
Sandra Hernández, född 25 maj 1997, är en spansk fotbollsspelare (anfallare) som spelar i FC Barcelonas damsektion i Spaniens högsta liga (2015).
Hon debuterade i landslagssammanhang mot Färöarna under kvalspelet till U-17 EM i september 2012.
Hernández var en del av den trupp som representerade Spanien under U19-EM i Israel år 2015. Hon blev målskytt i finalen mot Sverige som Spanien dock förlorade med 1-3. Hon satte även en av straffarna under straffläggningen i semifinalen mot Frankrike.